# Calvin Claus
Calvin Claus es un deportista austríaco que compite en vela en la clase Tornado. Ganó dos medallas en el Campeonato Mundial de Tornado, plata en 2023 y oro en 2024, y una medalla de bronce en el Campeonato Europeo de Tornado de 2023.

## Palmarés internacional
| Campeonato Mundial | Campeonato Mundial   | Campeonato Mundial | Campeonato Mundial |
| Año                | Lugar                | Medalla            | Clase              |
| ------------------ | -------------------- | ------------------ | ------------------ |
| 2023               | Dervio (Italia)      | Medalla de plata   | Tornado            |
| 2024               | Rímini (Italia)      | Medalla de oro     | Tornado            |
| Campeonato Europeo |                      |                    |                    |
| Año                | Lugar                | Medalla            | Clase              |
| 2023               | Lago Achen (Austria) | Medalla de bronce  | Tornado            |